# اسپیردیک
اسپیردیک (به هلندی: Spierdijk) یک منطقهٔ مسکونی در هلند است که در کوخن‌لاند واقع شده‌است. اسپیردیک ۱٬۴۸۰ نفر جمعیت دارد.